# Iivar Väänänen
Iivar Väänänen (n. 17 septembrie 1887, Kuopion maalaiskunta⁠(d), Marele Principat al Finlandei, Imperiul Rus – d. 13 aprilie 1959, Kuopion maalaiskunta⁠(d), Kuopio Province⁠(d), Finlanda) a fost un trăgător de tir ce a reprezentat Finlanda, medaliat olimpic. A participat la o ediție a Jocurilor Olimpice (1912) în care a câștigat o medalie de bronz.

## Participări
Lista de mai jos prezintă principalele competiții la care a participat Iivar Väänänen de-a lungul carierei.
- shooting at the 1912 Summer Olympics – men's 100 metre team running deer, single shots[*]